# Enzo Frisoni
Enzo Frisoni (Coriano, 10 marzo 1947) è un ex ciclista su strada sammarinese.

## Biografia
Nato nel 1947 a Coriano, in provincia di Rimini, a 21 anni ha gareggiato per San Marino ai Giochi olimpici di Città del Messico 1968, nella corsa in linea, chiudendo al 61º posto con il tempo di 5h12'46".

## Piazzamenti

### Competizioni mondiali
- Giochi olimpici

Città del Messico 1968 - In linea: 61º